# Teprovoca
Teprovoca.com es la primera tienda OnLine de venta de juguetes para adultos en Latinoamérica, fundada en 2014 por el psicólogo venezolano Jairo David Ariza. La tienda tiene su base en Venezuela.

## Historia
La tienda es fundada en 2014 por el psicólogo venezolano Jairo David Ariza, fue la primera tienda digital de juguetes sexuales en Latinoamérica. 
Además de ser una tienda, también cuenta con el servicio de expertos de la salud y sexólogos que ofrecen consultas sobre la sexualidad a los usuarios. 

## Trayectoria
En 2015 participó en dos ferias de contenido para adultos en Las Vegas y Los Ángeles, California. 
Sus productos fueron usados en el programa sobre orientación sexual de la Periodista Ana Alicia Alba, en el programa "Sexo Al Desnudo".
Ya en 2016 se expande hasta Lima, Perú. Y participan en el programa "Escuela del Sexo" con Yeissa Álvarez conocida como Yeilove.
Durante los años 2016 y 2017, la tienda formó parte de Foros sobre educación sexual impartidos por Universidades del País. 
En el año 2018 llegan a la ciudad de Medellín, Colombia de la mano del programa "Escuela del Sexo", participando en eventos de la importancia de la educación sexual.
Entre 2019 y 2020, inician una gira de medios sobre la sexualidad por toda Colombia en sociedad con Diosa Canales.
Ya en 2021 la tienda decide convertir su marca en una franquicia. Y trabaja con distintos influencers como Marko Música, Vanessa Senior o Daniela Alvarado entre otros para sus programas o reality shows.